# Carlos Bonilla Sánchez
Carlos Bonilla Sánchez (Santo Domingo, República Dominicana, 26 de diciembre de 1979) es un empresario y político dominicano. El 16 de agosto de 2020 fue designado por el presidente Luis Abinader como director del Instituto Nacional de Vivienda (INVI). Mediante el decreto 497-21 del presidente Luis Abinader, fue designado como Ministro de Vivienda y Edificaciones (MIVED), tras la disolución del Instituto Nacional de Vivienda (INVI), la Oficina de Ingenieros Supervisores de Obras del Estado (OISOE) y la creación del Ministerio de la Vivienda y Edificaciones, mediante el decreto 160-21.
Hijo de Pedro Bonilla y Fanny Sánchez, su padre fue director del INVI en el periodo del presidente Salvador Jorge Blanco. Su madre, fue vicealcaldesa de Santo Domingo durante la gestión de Fello Suberví.
Bonilla Sánchez es ingeniero civil, egresado del Instituto Tecnológico de Santo Domingo con máster en Ciencias en Gestión de la Construcción de la Universidad Internacional de Florida. Igualmente, es egresado del programa de gerencia de bienes y raíces de la Escuela de Negocios de Harvard y del programa de gestión avanzada de bienes y raíces en la Escuela de Diseño de Harvard.
Entre los años 2000 y 2006 administró proyectos de viviendas familiares para CBS Developments S.R.L, en el área de control de calidad, inspección conjunta con la ciudad y control de costos. Fue gerente general de la empresa hasta su nombramiento en el INVI.  
En el año 2006 trabajó en los Estados Unidos, encargándose de la dirección y control de ejecución de proyectos en la empresa Caribe Homes LLC.